# Walter Benítez
Walter Daniel Benítez (* 19. Januar 1993 in General José de San Martín) ist ein argentinischer Fußballtorwart. Er steht seit 2025 in Diensten in Crystal Palace.

## Karriere

### Vereinskarriere

#### Quilmes AC
Benítez stammt aus der Provinz Chaco und wurde beim Quilmes AC in Buenos Aires ausgebildet. Er gab sein Debüt in der Primera División für Quilmes am 15. April 2014 bei einem Auswärtsspiel bei Vélez Sarsfield, welches mit 3:1 gewonnen werden konnte. In den folgenden drei Jahren absolvierte er 47 weitere Spiele für den Verein in der höchsten Spielklasse Argentiniens.

#### OGC Nizza
Im Juli 2016 wechselte Benítez ablösefrei von Quilmes zum OGC Nizza in die französische Ligue 1. Nach Einsätzen für die zweite Mannschaft debütierte er am 21. Dezember 2016 bei einem 0:0-Unentschieden gegen Girondins Bordeaux am 19. Spieltag in der Ligue 1. Nachdem er in der ersten Spielzeit bei Nizza noch die meiste Zeit auf der Ersatzbank gesessen hatte, wurde er im Laufe der folgenden Saison 2017/18 zum Stammtorhüter und verdrängte damit Yoan Cardinale von dieser Position.

#### PSV Eindhoven
Nach fünf aufeinanderfolgenden Spielzeiten als Stammtorhüter bei Nizza unterschrieb Benítez im Juli 2022 bei der PSV Eindhoven einen Vertrag mit vierjähriger Laufzeit. Sein Pflichtspieldebüt bei Eindhoven erfolgte am 30. Juli 2022 im niederländischen Supercup gegen Ajax Amsterdam.

#### Crystal Palace
Im Sommer 2025 wechselte Benítez zu Crystal Palace.

### Nationalmannschaft
Benítez vertrat die U-20-Nationalmannschaft seines Geburtslandes bei der U-20-Fußball-Südamerikameisterschaft 2013.

## Persönliches
Benítez hat einen paraguayischen Großvater.

## Erfolge
- Johan-Cruyff-Schale: 2023, 2024
- Niederländischer Pokalsieger: 2023
- Meister: 2024